# خلف الاحمر
خَلَف بن حَیّانِ احمرِ بصری (?-۷۹۶م) زبان‌شناس و شاعر عربی در سدهٔ دوم هجری بود. از فرغانه بود و در بصره می‌زیست، «به یمنی‌ها تعصب داشت». از حماد راویه آموخت و بیشتر نحویان بصره از خود او آموختند. او استاد اصمعی، ابونواس و کسایی کوفی بود. با بشار بن برد، ابن مناذر، مروان بن ابی‌حفصه و ابوالعباس مبرد آشنایی یا دوستی داشت. خلف را از برجسته‌ترین راویان، نسب‌شناسان، آشنایان به علم لغت و اخبار و شعر عربی کهن در روزگار خود دانسته‌اند. پیش از درگذشت، بیمار شده بود. 